# Colcham
Colcham is een Brits historisch merk van motorfietsen.
De merknaam kwam van de partners John Collins en Alan Chambers. Van 1962 tot 1972 bouwden zij grasbaan- en speedwaymotoren. Daarvoor maakten ze zelf frames, voorvorken en brandstoftanks en de overige onderdelen, inclusief de motoren, kochten ze in. John Collins gaaf zelf de voorkeur aan een Velocette-motor, maar klanten konden ook voor andere motorleveranciers kiezen. 